# Peter Kornbluh
Peter Kornbluh és un analista estatunidenc de relacions internacionals, especialitzat en l'Amèrica Llatina, nascut el 1956 a Ann Arbor (Michigan). És director dels projectes Xile i Cuba de l'Arxiu Nacional de Seguretat, una entitat privada vinculada a la Universitat George Washington que ha impulsat la desclassificació de documents del Govern federal dels Estats Units. El seu llibre The Pinochet File ha estat fonamental per aportar documentació en la investigació del cop d'Estat d'Augusto Pinochet del 1973. També ha publicat informacions rellevants sobre l'afer Iran-Contra, i les relacions dels Estats Units amb Cuba i Nicaragua.
Es va graduar el 1974 a la Pioneer High School , i va començar a treballar a l'Arxiu Nacional de Seguretat el 1986. Entre 1990 i 1999, va ser professor adjunt d'afers internacionals i públics a la Universitat de Colúmbia. L'any 2003 va ser el protagonista indirecte d'una controvèrsia succeïda a la redacció de la revista Foreign Affairs, quan l'historiador Kenneth Maxwell va fer una ressenya del seu llibre The Pinochet File assenyalant la relació de Henry Kissinger amb el règim del dictador xilè Augusto Pinochet i l'Operació Còndor. A banda dels llibres publicats al llarg de a seva trajectòria, Kornbluh ha escrit articles a Foreign Policy, The New York Review of Books, The New Yorker,The New York Times, The Washington Post, Los Angeles Times, entre d'altres. També ha aparegut en mitjans audiovisulas com la CNN, el programa 60 minutes de la CBS, i ha col·laborat en pel·lícules documentals com The Panama Deception (que va guanyar l'Oscar al millor documental l'any 1992), O Dia que Durou 21 Anos (2012), JFK: A President Betrayed (2013) o My Dearest Fidel.

## Llibres
- Back Channel to Cuba: The Hidden History of Negociations between Washington and Havana (UNC Press, 2014)
- The Pinochet Fitxer: A Declassified Dossier on Atrocity and Accountability (The New Press, 2003).
- Bay of Pigs Declassified: The Secret CIA Report on the Invasion of Cuba (The New Press, 1998) ISBN 1-56584-494-7; ISBN 978-1565844940)
- Politics of Illusion : The Bay of Pigs Invasion Reexamined (Boulder, Colorado: Lynne Rienner publishers, 1998), amb James G. Blight
- The Iran-Contra Scandal: The Declassified History (The New Press, 1993) ISBN 978-1-56584-047-8), Malcolm Byrne
- Low Intensity Warfare: How the USA Fights Wars Without Declaring Them (Methuen Publishing Ltd, 1989 ISBN 0-413-61590-1; ISBN 978-0-413-61590-9), amb Michael T. Klare.
- The Pinochet Fitxer: A Declassified Dossier on Atrocity and Accountability (Nova York: The New Press)
- Nicaragua: The Price of Intervention (Institute for Policy Studies, 1987)